# Lingua tsotsitaal
Lo tsotsitaal (codice ISO 639-3 fly) o isiCamtho è una lingua creola parlata nelle zone urbane della provincia di Gauteng, in Sudafrica, soprattutto nelle zone di Soweto e Johannesburg. Deriva dall'incrocio fra lo zulu, il sesotho, il setswana, l'inglese e l'afrikaans, uniti a ulteriori influssi da altri lingue del Paese. È una lingua in rapida evoluzione, e presenta numerose variazioni locali. Oggi questa lingua è diffusa in tutti i livelli della società; inizialmente, era soprattutto associata alla criminalità e alla popolazione dei ghetti. Questo spiega anche l'etimologia del nome "tsotsitaal": tsotsi significa infatti "teppista" in sesotho e taal significa "lingua" in afrikaans. Il nome "isiCamtho", invece, deriva dallo zulu: -camtha significa "chiacchierare" e il prefisso isi- è il prefisso comune nello zulu per le lingue (quindi, letteralmente, "la lingua delle chiacchierate").